# Estación Osseghem
La estación de metro Osseghem / Ossegem es una de las estaciones de metro de las líneas 2 y 6 del metro de Bruselas y se inauguró en 1982. Lleva el nombre del barrio de Osseghem; el nombre es de origen germánico y está compuesto por Odso + -inga + gem, "residencia de la gente de Odso".
Esta estación opera desde el 6 de octubre de 1982 y formó parte de la Línea 1A, hasta la reestructuración del metro el 4 de abril de 2009. Hoy en día, la estación está cubierta por las líneas 2 y 6.
- Datos: Q2753646
- Multimedia: Ossegem/Osseghem metro station / Q2753646